# クリスチアン・シェーンバイン

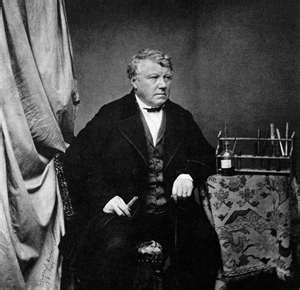
クリスチアン・シェーンバイン

クリスチアン・フリードリヒ・シェーンバイン（Christian Friedrich Schönbein、1799年10月18日? - 1868年8月29日） は ドイツ、スイスの化学者。綿火薬（ニトロセルロース）の発見者としてよく知られ、また1840年にオゾンが酸素で形成されていることを発見した。

## 生涯
バーデン＝ヴュルテンベルク州（当時ヴュルテンベルク公国）のメッツインゲン（Metzingen）で生まれた。13歳からベーブリンゲンの化学、薬品工場で働いた。
1838年、彼は燃料電池の原理を発見した。1839年、彼は同様にオゾンが酸素から成り立っている事を緩慢な白燐の酸化と水の電気分解の実験中に発見した。これらの実験はシェーンバインがスイスのバーゼル大学の教授に就任した1828年より、特有の臭気に気を留めた事をきっかけとして始まった。
オゾンは強力な臭気を放つ。同様の臭気が落雷によっても生じる事をきっかけとしてオゾンは大気からできると推測した。シェーンバインは彼の実験装置で実証した。この強い臭気はシェーンバインによってギリシャ語の‘臭う事’を表す‘ozen’から‘オゾン’と名づけられた。
シェーンバインの発見を記した論文は"Research on the nature of the odor in certain chemical reactions"(ある化学反応に起因する臭気の性質)として1840年、パリでフランス科学アカデミー誌に掲載された
1845年のある日、シェーンバインが家の台所で実験していた（彼の妻からは禁止されていた）時に硝酸と硫酸をこぼしてしまった。妻のエプロンでそれを拭き取り、ストーブの上につるして乾かしていると、自然に着火し一瞬で消えるように燃え尽きた。こうしてシェーンバインはエプロンの素材であった綿（主成分はセルロース）がニトロセルロースに変化することを偶然に発見した。
シェーンバインは化合物の可能性を認知した。それまで500年にわたって戦場を支配していた従来の黒色火薬は、爆発の際に濃い煙を発生させ、大砲や銃器、そしてそれを扱う砲手をススで汚し、また戦場の視界を悪くさせた。ニトロセルロースは無煙火薬を可能にし、大砲の発射薬としての可能性から綿火薬(guncotton)と命名された。
軍用としての綿火薬の生産は当初うまくいかなかった。1891年にようやく、ジェイムズ・デュワーとフレデリック・エイベルによって綿火薬を安全に作り出すことができるようになり、その火薬はコード状であったためコルダイト (cordite) とよばれた。